# Tolhuis (Brugge)

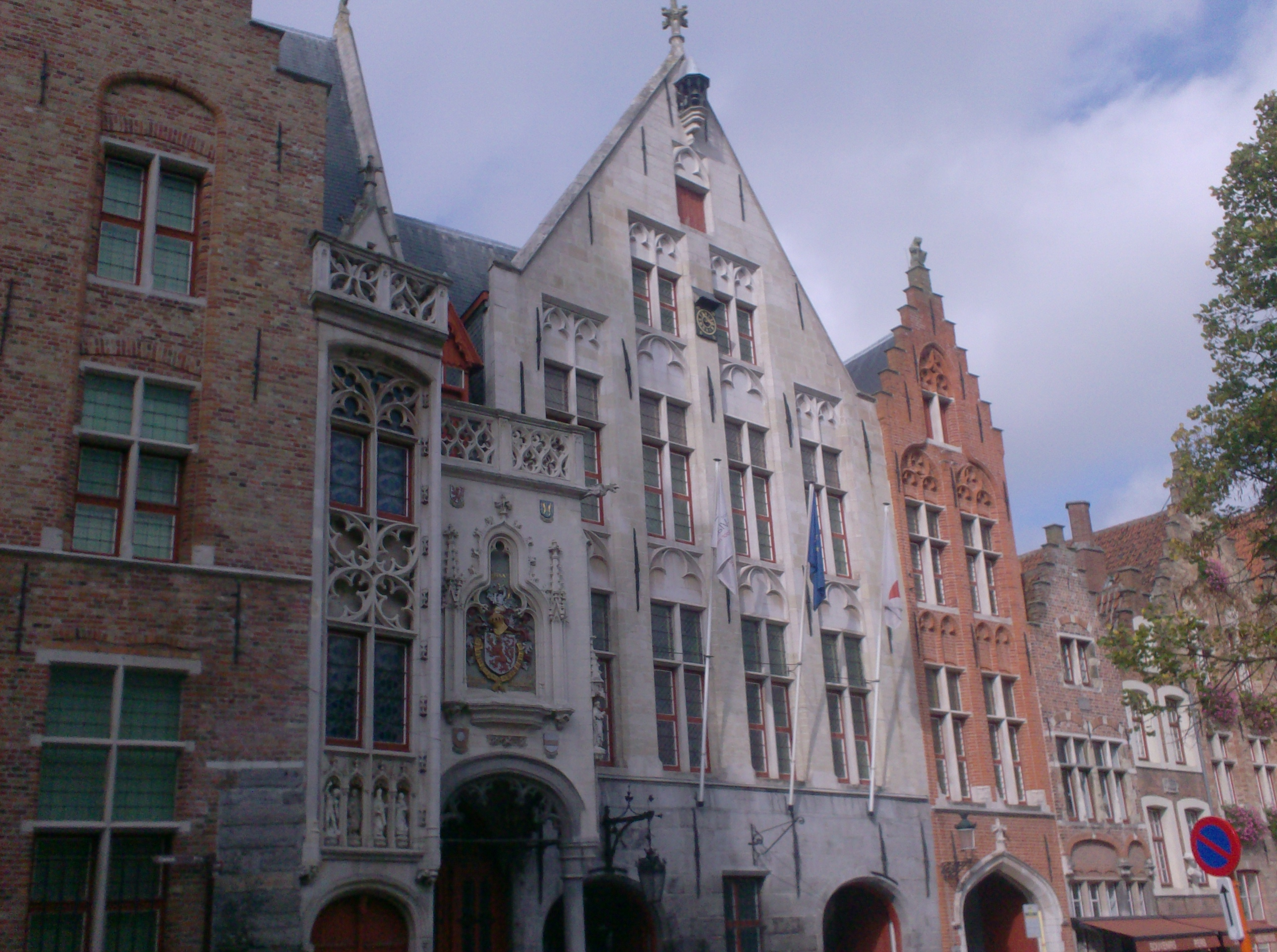
Het Tolhuis

Het oude Tolhuis aan het Jan van Eyckplein in de Belgische stad Brugge bestaat uit verschillende panden: het hoekhuis "Het Heilig Graf", het Pijndershuisje, het eigenlijke Tolhuis en het huis "Het Wezelkin". 

## Beschrijving en geschiedenis
Het eigenlijke Tolhuis bevindt zich achter de natuurstenen puntgevel. Dit pand was oorspronkelijk een ruime koopmanswoning van begin 1200. De wijk ontwikkelde zich toen volop als handelscentrum rond de haven in wording. De schepen kwamen Brugge binnen via de Langerei en de Spiegelrei. Voor handelaars was dit de plek bij uitstek om woningen met ruime opslagplaatsen op te trekken. Vermoedelijk in het begin van de veertiende eeuw vond het kantoor van de Grote Tol er onderdak.
Het tolhuis was de plaats waar een invoerbelasting of Grote Tol werd geïnd op de producten die via interregionale en internationale handel in Brugge arriveerden. De Kleine Tol sloeg op de plaatselijke handel en werd aan de stadspoorten geheven. Het bedrag voor de Grote Tol werd bepaald door het gewicht van de ingevoerde producten. Dat betekende dat bij een tolhuis ook steeds een 'weeghuis' hoorde.

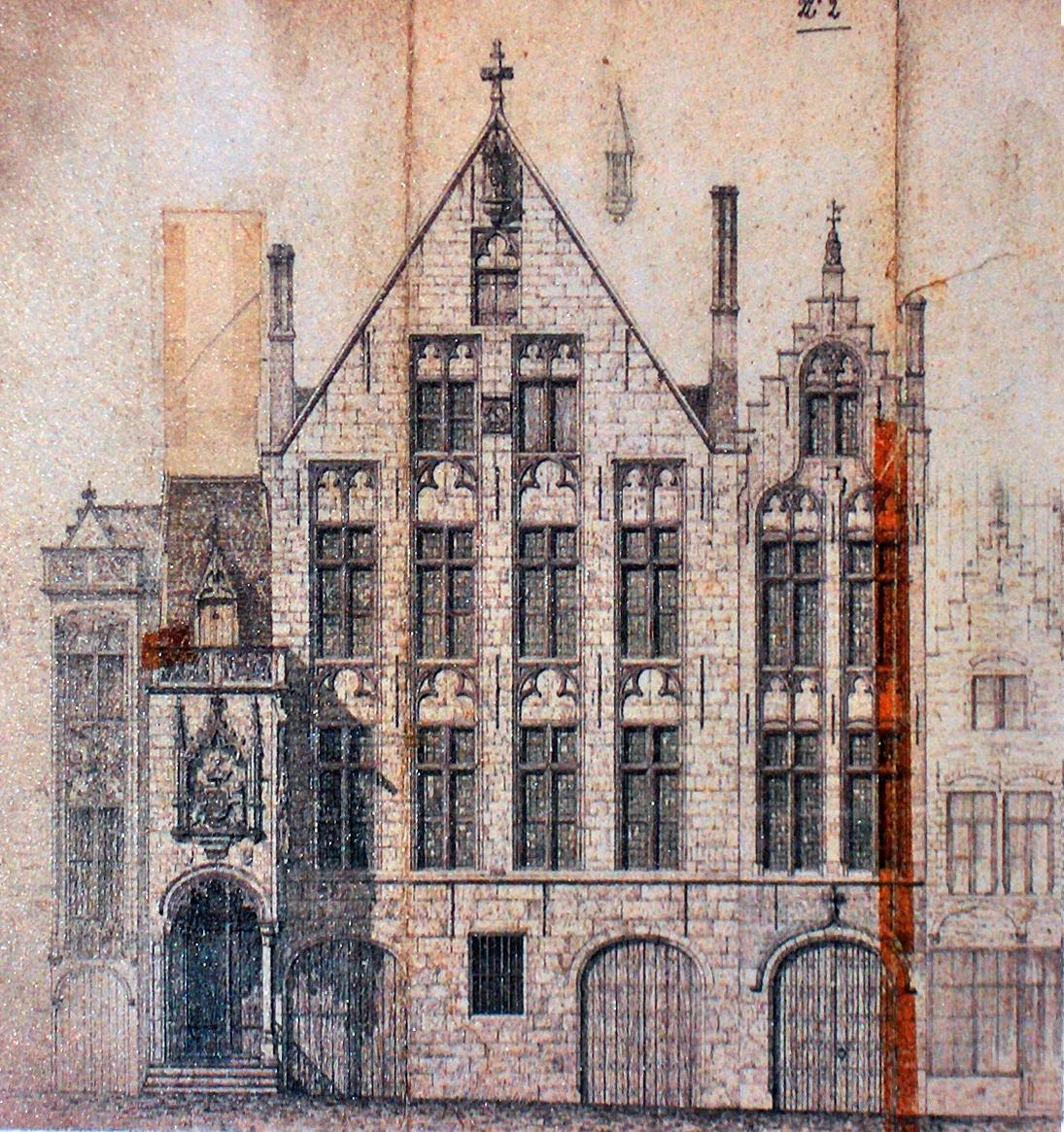
Oorspronkelijke tekening door de architect Louis Delacenserie

Die tol was een vorstelijke belasting waarvoor heel dikwijls een privépersoon de concessie kreeg. In de dertiende eeuw gaf de graaf van Vlaanderen het tolrecht in leen aan de heren van Gistel. De vroegste vermelding van een tolkantoor op deze plaats dateert volgens de confiscatierekeningen uit 1302-1305. In die periode werd het pand drastisch verbouwd en vermoedelijk aangepast aan zijn nieuwe functie. Door huwelijk ging het tolrecht kort na 1400 naar de familie Van Luxemburg; vandaar het wapen boven de portiek. In 1549 verkochten de houders van het tolrecht met toestemming van keizer Karel V dat recht aan de stad. Van dat ogenblik af is er sprake van het ambt van meester van de Grote Tol.
Met de modernisering van de maatschappij en de instellingen in de Franse Tijd (1794-1814) werd het tolrecht afgeschaft en vervangen door het douanesysteem. Toen werd het Tolhuis bewoond door het gezin van de ontvanger van de douanerechten. Een tijdje was dat huis in privébezit, hoewel beneden een openbaar weegtoestel in bedrijf bleef. In de negentiende eeuw was het Tolhuis nog steeds bekend als "Balance de Bruges" of "Poids Public".
Een kleine halve eeuw later, in 1876, kocht het stadsbestuur het gebouw terug om er de stedelijke bibliotheek in onder te brengen. Stadsarchitect Louis Delacenserie restaureerde de gevel en reconstrueerde het trapgebouwtje. De benedenverdieping werd in 1889 ingericht als brandweerkazerne. In 1995 kocht het provinciebestuur het gebouwencomplex, dat sinds 1962 als monument beschermd is. Na een grondige restauratie en herinrichting vonden in 2001 een aantal diensten er onderdak: de Provinciale Bibliotheek en Archief Brugge het Provinciaal Informatiecentrum en Infopunt Europa. Sinds 2017 wordt het pand beheerd door de Provinciale Ontwikkelingsmaatschappij West-Vlaanderen (POM) en Ondernemercentra West-Vlaanderen en biedt het onderdak aan het Ondernemerscentrum Brugge, met werkplekken voor startende ondernemers en professionele vergaderzalen. Op de gelijkvloerse verdieping kan men nog steeds terecht bij het Provinciaal Informatiecentrum en Infopunt Europa.